# میان‌لات
میانلات، روستایی است از توابع بخش مرکزی شهرستان رامسر در استان مازندران ایران.

## جمعیت
این روستا در دهستان سخت‌سر قرار دارد و براساس سرشماری مرکز آمار ایران در سال ۱۳۹۵، جمعیت آن ۵۰۰ نفر (۱۰۰ خانوار) بوده‌است.
دارای رودخانه ای زیبا و طبیعت بکر و توریستی.